# 鄔紳
鄔紳（1487年—？年），字佩之，號南涯，直隸丹徒縣（今江蘇丹徒縣）人。明朝政治人物。

## 生平
正德十一年（1516年）丙子科應天府乡试第五十五名，嘉靖二年（1523年）癸未科会试第五十九名，三甲九十七名進士。授湖州府乌程县知县，累官山西平阳府、山東青州府、福建福州府知府。二十三年正月陞四川副使。

## 著作
工詩，有《中宪集》。

## 家族
曾祖邬铭。祖父邬涧。父邬荣。母高氏。具庆下。弟邬纶。有子邬仁卿、邬佐卿。外甥吕高。